# Adelphomyia platystyla parallela
Adelphomyia platystyla parallela is een ondersoort van de tweevleugelige Adelphomyia platystyla uit de familie steltmuggen (Limoniidae). De soort komt voor in het Oriëntaals gebied.